# Einkorn (Berg)
Der Einkorn ist ein 510,8 m ü. NHN hoher westlicher Bergsporn der nördlichen Limpurger Berge bei Hessental, einem Stadtteil von Schwäbisch Hall. Auf ihm stehen die Ruine einer barocken Wallfahrtskirche zu den Vierzehn Nothelfern und der Aussichtsturm Einkornturm.

## Geographie, Natur, Themenwege
Der Einkorn erhebt sich etwa 3,5 km südöstlich des Haller Stadtzentrums markant und mehr als 120 m hoch über seiner unmittelbaren Umgebung. Er ist der nördlichste Westsporn der Limpurger Berge. An seiner Südsüdwestseite fällt er ab zur kleinen Erosionsbucht des Remsbachs um Rauhenbretzingen, die Teil der inneren Haller Bucht ist, während seinem Nordfuß entlang der Hessentaler Waschbach ebenfalls westlich zum nahen Kocher läuft, anfangs noch in der Haller Ebene, die wie die andere Tiefebene ein Teilnaturraum der Hohenloher Ebene ist.
Die ganz bewaldete rechte Spornflanke Hessentaler Halde wie die linke, die nach einem offenen Hangbereich unmittelbar an der Spitze sich bald als Bretzinger Halde über der Remsbachmulde südwärts kehrt, bilden steile Stufenkanten, über die hinweg nur wenige Wege führen, darunter die einzige Fahrstraße K 2599 Hessental–Herlebach. Von ihr her erschließt eine Stichstraße den Bergsporn. Einige steile Fußwege und Trampelpfade führen durch Hohlwege und an solchen vorbei vom Bergfuß auf die Hochfläche.
Die vordere Spitze des Einkorns ist ein etwa 4 ha großes waldfreies Hochflächendreieck, an dessen Westecke die fast vollständig bewaldeten Limpurger Berge enden, die von vielen autofreien Forstwegen durchzogen werden. Der längste darunter ist die nahebei von der K 2599 abzweigende Kohlenstraße, eine Forststraße, die sich in südsüdöstlicher Richtung etwa 10 km lang bis zur Landesstraße 1066 bei Winzenweiler hinzieht und danach noch einmal so weit bis ungefähr zum Altenberg oberhalb von Sulzbach am Kocher.

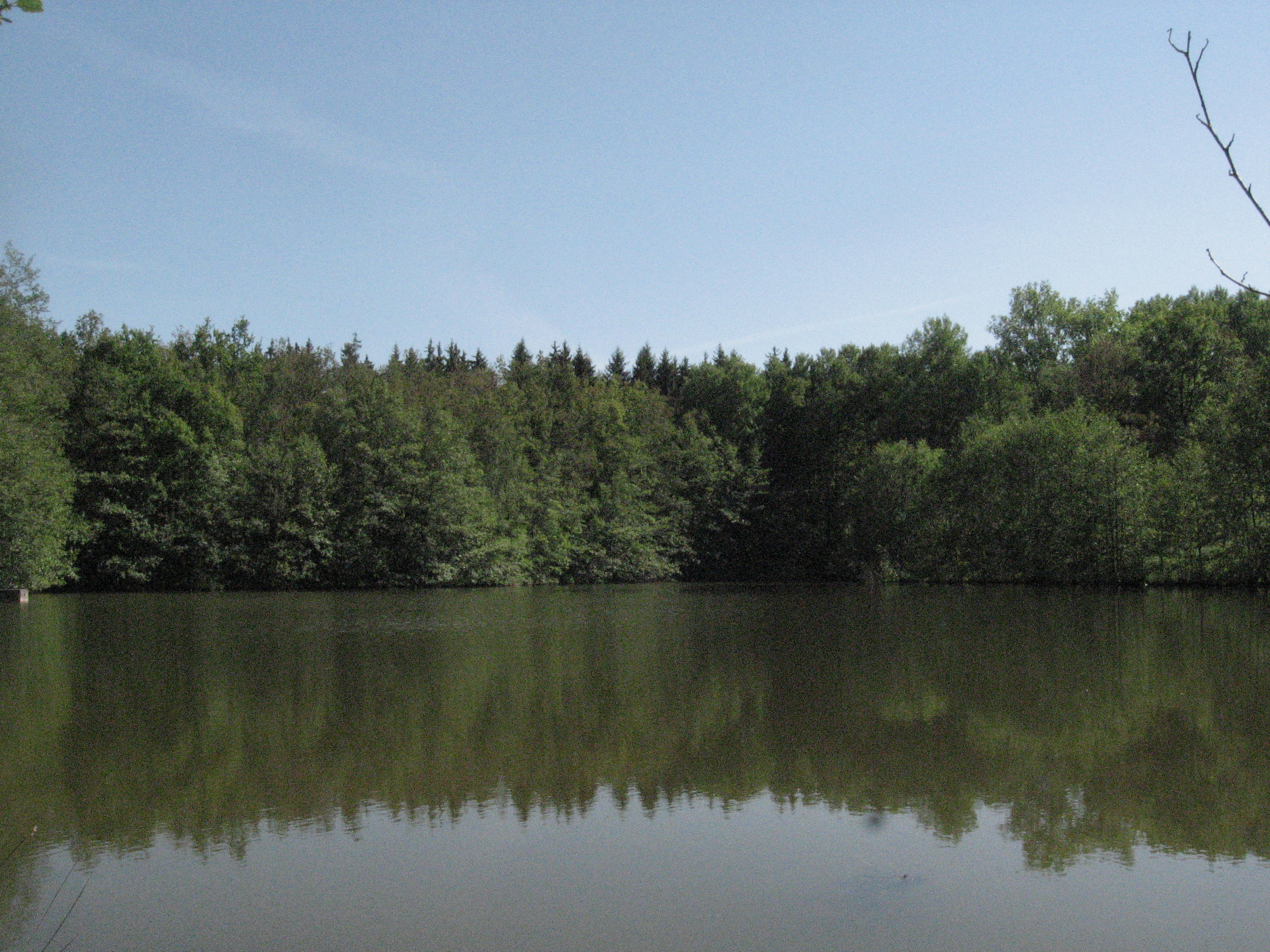
Der Bombensee im Einkornwald, vom Nordufer aus gesehen

Im Einkornwald, weniger als 2,5 km ostsüdöstlich des Bergsporns, entsteht die obere Fischach aus dem Zusammenfluss mehrerer, teils vorher kleinere Seen (Bombensee) durchlaufender Quelläste in einer waldbergumstandenen Talschüssel. Um den Einkorn liegen auch Bannwaldflächen. Während des Zweiten Weltkriegs wurde ein Teil des Einkornwaldes als Bombenabwurfplatz benutzt.
Vom Schwäbisch Haller Keckenburgmuseum führt ein Geopfad bis zum Einkorn hinauf, mehrere Stationen von ihm liegen am Hang oder auf der Hochfläche des Berges. Insgesamt führt dieser geologische Lehrpfad auf 7 Kilometern vom Mittleren Muschelkalk in der Haller Innenstadt über den Gipskeuper (Grabfeld-Formation) des Hangfußes bis zum Kieselsandstein der Hochfläche. Auf der Hochebene finden sich ebenfalls einige Stationen des sogenannten Steinzeitweges. Die Routen beider Themenpfade sind in der Landschaft nicht markiert.
Die Heide an der Südwestflanke des Bergsporns ist als Natura-2000-Fläche ausgewiesen. Es wächst hier zum Beispiel das Nickende Leimkraut. Das Tausendgüldenkraut blüht hier ebenso wie die Wärme liebende Karthäusernelke. Die auf den sonnigen Hängen des Einkorns wachsenden Blumen werden oft von Schmetterlingen wie dem Schwalbenschwanz, dem Kleinen Sonnenröschen-Bläuling oder dem Kaisermantel besucht. Bis Ende des 20. Jahrhunderts kam auch noch das Brandknabenkraut vor. Es konnte trotz häufiger Suche nicht mehr nachgewiesen werden.
Die Hochfläche des Berges und der nördliche Abfall des Berges (Hessentaler Halde) gehören zur Stadt Schwäbisch Hall, im Westen und vor allem im Süden hat die Gemeinde Michelbach an der Bilz Anteil am Hang.

## Wallfahrtskirche zu den Vierzehn Nothelfern

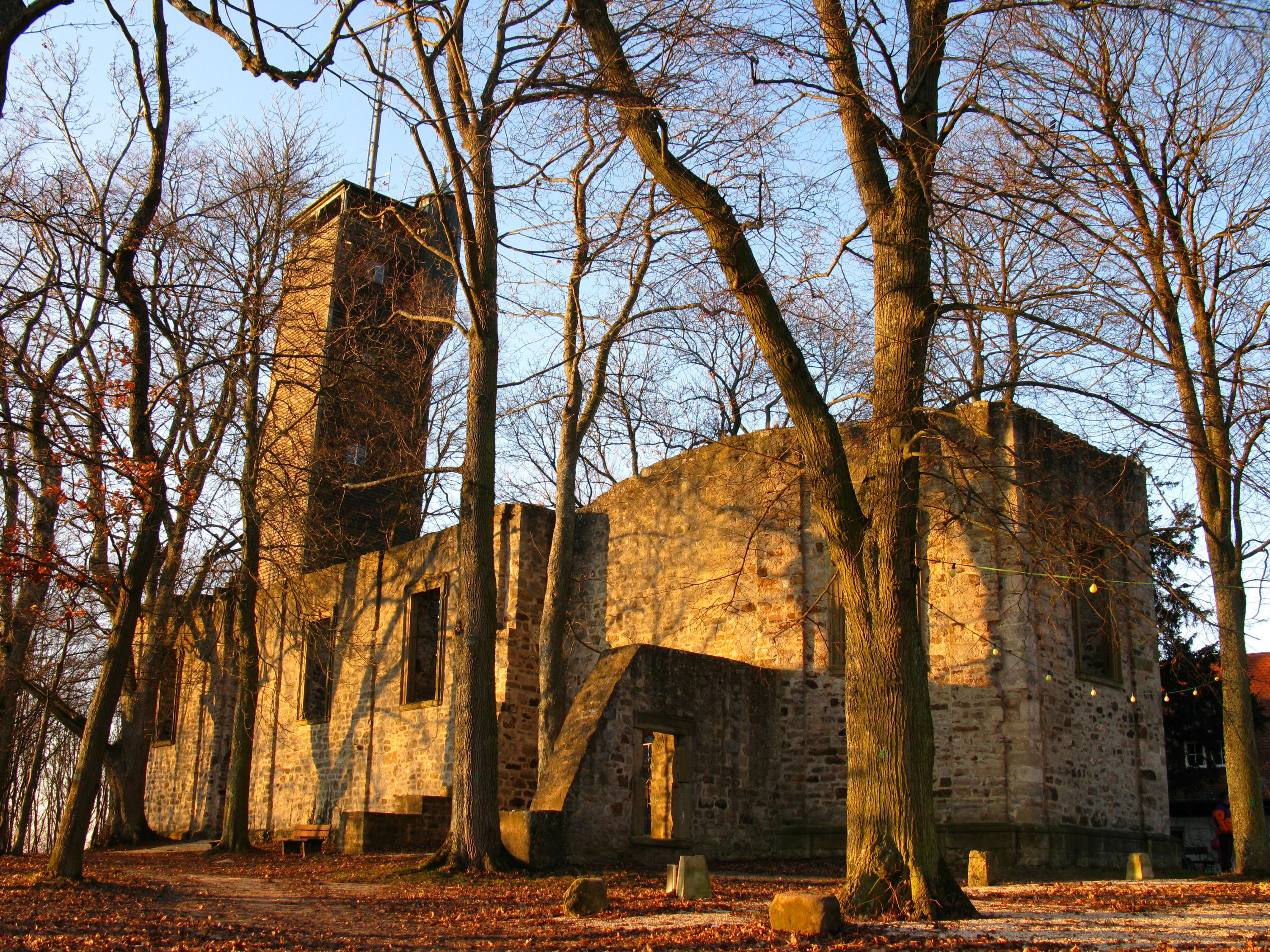
Die Ruine der Wallfahrtskirche mit dem Aussichtsturm, von Südosten gesehen

Von der ehemaligen Wallfahrtskirche zu den Vierzehn Nothelfern ist heute nur noch eine Ruine erhalten.
Im Jahre 1472 wurde durch den Haller Stadtläufer Sigmund Weinbrenner die Wallfahrt auf den Einkorn begründet. 1482 ließ das Kloster Comburg eine Kapelle auf dem Einkorn erbauen. 1683 wurde eine Wallfahrtskirche geweiht. Zwischen 1710 und 1715 wurde diese im Auftrag des Ritterstifts Comburg vom Würzburger Hofbaumeister Joseph Greissing unter Einbeziehung älterer Substanz weitgehend neu errichtet. Am 6. Mai 1814 schlug ein Blitz in den Barockbau ein, er brannte aus und wurde nie wieder aufgebaut, ist jedoch in seinen Außenmauern zum größten Teil erhalten.

## Einkornturm
Der Einkornturm mit seinem hohen Betonsockel und hölzernem Aufbau ist heute ein Hauptanziehungspunkt des Berges. Er steht an der Westseite der Kirchenruine und ist durch deren noch erhaltenes Portal zugänglich.
Der 28 m hohe Aussichtsturm wurde am ehemaligen Hauptportal der Kirche errichtet und am 1. Mai 1893 eröffnet. Auf den Namen König-Karl-Turm getauft, wird er heute nur noch Einkornturm genannt.
Über eine Holztreppe, deren oberste Stufen innerhalb eines an der Nordostecke des Turms angebauten Scharwachtturms verlaufen, gelangt man zur überdachten Aussichtsplattform, die auf rund 25 m Höhe liegt. Von hier hat man einen weiten Blick über die Haller und Hohenloher Ebene und ins Kochertal hinunter. Der Aufstieg führt über 137 Stufen inklusive Türschwelle.
Der Einkornturm diente zeitweilig als UKW-Hörfunksender. Für ihn ist immer noch die Frequenz 104,3 MHz koordiniert.

## Aussicht, Touristisches

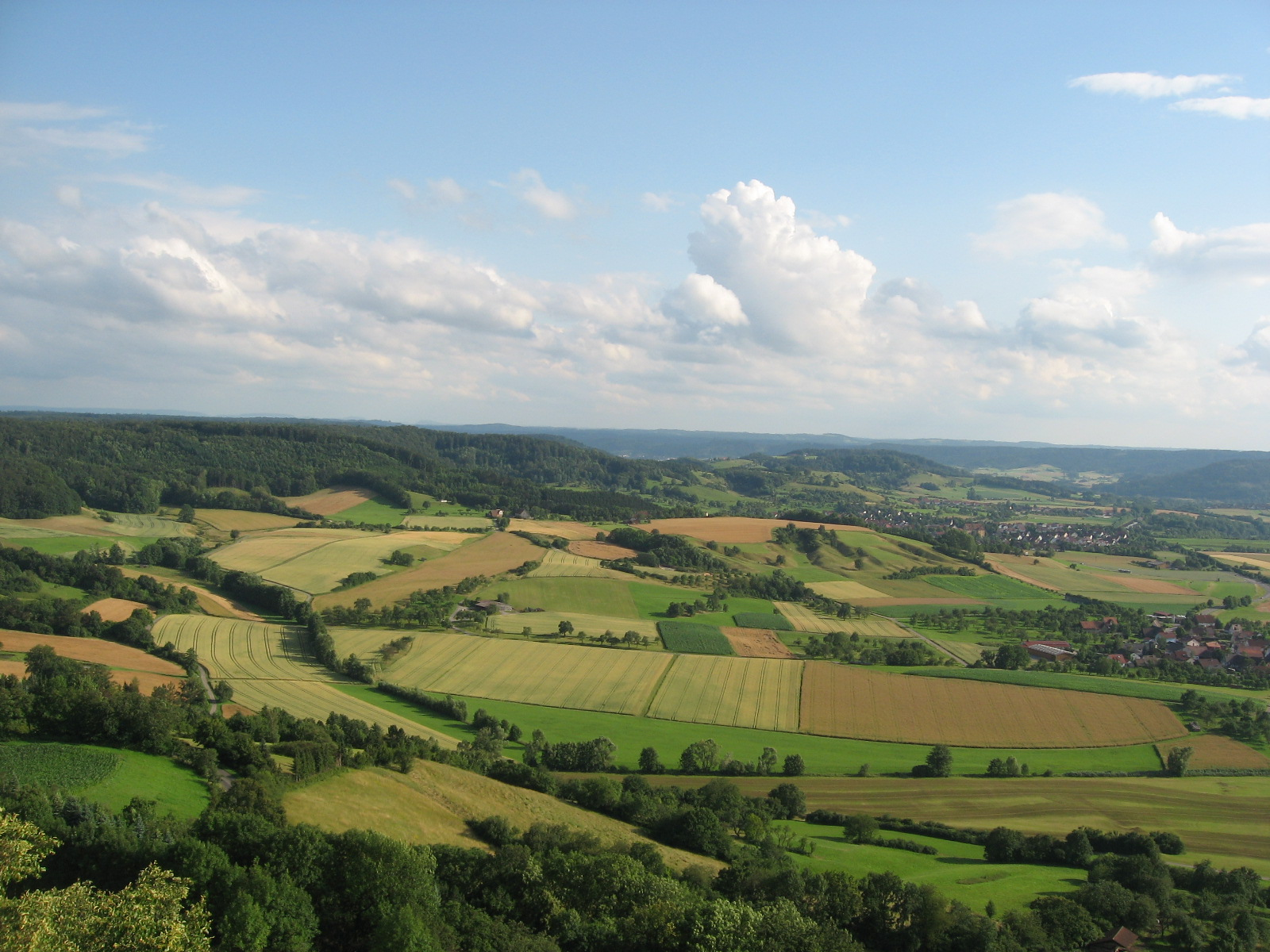
Blick vom Einkornturm nach Süden über die Remsbachmulde auf den Buchhorn. Links bewaldet der Westabhang der Limpurger Berge.

Bereits vor dem Turm kann man von der Kante des waldfreien Südwestabhangs den ganzen Rosengarten von Westheim im Süden bis nach Michelfeld im Westen überblicken, Buchhorn, Steinbühl, die Rote Steige und der Streiflesberg säumen das Becken der weiten Kocherbucht. Wenige Schritte entfernt befinden sich auch eine Grillstelle, ein Kinderspielplatz sowie eine Gaststätte mit Biergarten.
Der Einkorn ist ein beliebtes Ausflugsziel zum Wandern, Spielen und Grillen, vor allem für Schulklassen. Bei passendem Wetter starten an der unbewaldeten Südwestkante Drachen- und Gleitschirmflieger. In der Ruine finden zuweilen auch Freiluftkonzerte statt.

## Siedlungsplätze und Gemarkungsnamen
Auf dem Bergsporn oben liegt beim Turm der Schwäbisch Haller Siedlungsplatz Einkorn mit der Straßenanschrift Einkornallee. Wenige Meter über der Straßensteige der K 2599 liegt am mittleren Südwesthang der schon zu Michelbach an der Bilz gehörende Hof Einkorn mit der Straßenanschrift Vorderer Einkorn. Am Fuß dieses Hangs gibt es ein Michelbacher Gewann mit dem Namen Hinterer Einkorn aus Wiesen mit einigen Flurgehölzstreifen.
Auf einer Karte aus dem Jahre 1841 ist ein Gebäude Hinter Einkorn eingetragen, ungefähr am heutigen Abgang des Sauklingensträßles am ersten Straßenknick der S-Kurve der K 2599 vom Einkorn her. Es lag offenbar damals an der Ostecke eines ungefähr gleichschenkligen Flurdreiecks, dessen kürzere Basis von dort etwa 0,2 km weit nach Südwesten bis kurz vor die Hangkante lief. Der westlichere Schenkel folgte ungefähr der Hangkante nach Nordnordwesten, der östlichere der Straße in Richtung Einkorn nach Nordwesten bis zur Vereinigung etwa am heutigen rechtwinkligen Anschluss der Steigenstrecke.